# Physoptera tarsata
Physoptera tarsata är en tvåvingeart som först beskrevs av Charles Thomas Brues 1905.  Physoptera tarsata ingår i släktet Physoptera och familjen puckelflugor.
Artens utbredningsområde är Peru. Inga underarter finns listade i Catalogue of Life.